# Институт истории РАНИОН
Институ́т исто́рии РАНИОН — научно-исследовательское учреждение в РСФСР. Существовал в 1921—1929 годах в Москве.

## История
4 августа 1921 года Наркомпрос РСФСР принял решение об организации Исторического научно-исследовательского института при факультете общественных наук 1-го МГУ, а 12 августа — при Петроградском университете. Отличительной особенностью института было широкое привлечение старых специалистов. В институте успешно сотрудничали историки-марксисты и представители «буржуазной школы».
15 мая 1924 года была создана Ассоциация научно-исследовательских институтов общественных наук (АНИИ) при МГУ, в которую вошли все научно-исследовательские институты, образованные при ФОНах университетов. Институт истории АНИИ объединил в себе НИИ Истории в Москве и Ленинграде. 24 сентября 1926 года ассоциация была выведена из состава МГУ и переименована в Российскую ассоциацию научно-исследовательских институтов общественных наук (РАНИОН). После этого институт получил название Институт истории РАНИОН. В состав Института входило в 1927 году 34 действительных члена и 32 научных сотрудника. Ленинградское Отделение Института Истории в сентябре 1928 года было преобразовано в Историческую секцию Ленинградского научно-исследовательского института марксизма(ЛИМ).
Спектр научных исследований РАНИОН был чрезвычайно широк. В планы работ входили такие проблемы, как хозяйственная и социальная история средневековья, история вотчинного хозяйства и крестьян в России XVI—XIX вв., дипломатическая история и международные отношения XIX—XX вв. Существенное место в работе занимали изучение и публикация документов. Издавались «Учёные Записки Института Истории РАНИОН». В Институте истории РАНИОН с 1925 года была создана аспирантура.
В сентябре 1929 года Институт истории РАНИОН был передан в Коммунистическую академию. На основе объединения Секций методики и методологии истории Коммунистической академии и Института истории РАНИОН был создан Институт истории Коммунистической академии. В 1930 году ЛИМ был передан в ведение Ленинградского отделения Коммунистической академии (ЛОКА), после чего было создано Ленинградское отделение Института истории. После объединения Коммунистической академии и АН СССР в феврале 1936 года Институт истории стал частью Академии наук.

## Структура и руководство
По первоначальному «Положению» об Институте Истории, он разделялся на пять секций: древней, средневековой, новой, русской истории и истории внеевропейских обществ и колониальной политики. Последняя секция вскоре была слита с секцией новой истории, а в 1923 году, в связи с присоединением к Институту Истории Института Социологии, была организована новая секция этнологии. Весной 1926 г. внутри секции русской истории образовалась подсекция новейшей русской истории (XIX—XX в.в).
Административным органом Института была коллегия, во главе с директором Института, которым со времени основания Института был Д. М. Петрушевский. Каждая секция имела свой президиум; председателем секции древней истории был Г. М. Пригоровский, средневековой — Д. М. Петрушевский, новой — В. П. Волгин, русской — М. М. Богословский, секции этнологии — П. Ф. Преображенский, подсекции новейшей русской истории — В. И. Невский.

## Сотрудники и аспиранты
В Институте работали:
- Д. Н. Егоров
- М. К. Любавский
- В. И. Пичета
- А. Н. Савин
- В. С. Сергеев
- А. А. Кизеветтер
- П. И. Кушнер
- Е. А. Косминский
- А. Д. Удальцов
- Н. М. Лукин
- В. Н. Сторожев
- Н. П. Грацианский

В аспирантуре Института истории РАНИОН обучались:
- А. В. Арциховский
- В. Д. Блаватский
- Н. М. Дружинин
- Н, А. Машкин
- А. С. Ерусалимский
- А. В. Ефимов
- А. И. Неусыхин
- А. З. Манфред
- С. А. Токарев
- Л. В. Черепнин